# Гвиди, Ромоальдо
Ромоальдо Гвиди (итал. Romoaldo Guidi; 5 февраля 1722, Чезена, Папская область — 23 апреля 1780, Рим, Папская область) — итальянский куриальный кардинал. Секретарь Священной Конгрегации доброго управления с 26 сентября 1766 по 23 апреля 1780. Кардинал-дьякон с 1 июня 1778, с титулярной диаконией Сан-Джорджо-ин-Велабро с 20 июля 1778.